# Furcifer pardalis
Caméléon panthère, endormi
Espèce
Synonymes
- Chamaeleo pardalis Cuvier, 1829
- Chamaeleo ater Lesson, 1832
- Chamaeleo guentheri Boulenger, 1888
- Chamaeleon longicauda Günther, 1891
- Chamaeleon axillaris Werner, 1899
- Chamaeleon krempfi Chabanaud, 1923

Statut de conservation UICN

 LC  : Préoccupation mineure
Statut CITES
Le caméléon panthère (Furcifer pardalis) est une espèce de sauriens originaire de Madagascar de la famille des Chamaeleonidae, désigné à La Réunion sous le nom d'endormi.

## Répartition
Cette espèce est à l'origine endémique de Madagascar. Elle a été introduite à La Réunion depuis de nombreuses années où elle bénéficie, bien que d'origine exotique, du statut d'espèce protégée. Son introduction à l'île Maurice est discutée, niée par ReptileDB mais affirmée par l'UICN. Il vit dans les arbres des maquis arborés humides.

## Description
Il fait partie des plus grands caméléons existants, sa taille peut atteindre 55 cm queue comprise pour le mâle et 35 cm pour la femelle. La femelle vit environ 3 ans, le mâle peut atteindre 5 ans. Les yeux des caméléons sont indépendamment mobiles ; ses yeux peuvent donc voir dans deux directions différentes.
L'espèce présente diverses colorations (appelées « phases ») caractéristiques des différentes régions malgaches dont il peut être originaire. Les femelles ont des teintes assez ternes, alors que les mâles ont des couleurs très spectaculaires :
- Île de Nosy Be : vert et bleu turquoise ;
- Tamatave (centre-est de Madagascar) : blanc et rouge ;
- Diego Suarez (nord-est de Madagascar) : vert brillant avec des bandes verticales rouge foncé et une ligne horizontale blanche épaisse sur chaque flanc ;
- Maroantsetra : fond vert kaki et rouge foncé ;
- Ankaramy (sud de Madagascar) : rose vif.
- Ambilobe (nord de Madagascar) : plusieurs couleurs, du vert, rouge, orange, jaune avec une ligne horizontale bleue

Ce caméléon se nourrit de divers insectes qui passent à sa portée. Actif le jour, il se déplace lentement sur les branches et chasse a l'affût : il repère ses proies de ses deux yeux mobiles, et projette brusquement sa longue langue sur l'insecte, qu'il ramène tout aussi prestement dans sa bouche. Ses mœurs sont exclusivement diurnes et arboricoles. C'est un animal ovipare, qui dépose entre 15 et 50 œufs par ponte. Sa durée de vie est de 6 ans maximum.

## Comportement
Face à un congénère rival, il gonfle instantanément son corps et change de couleur, et ce comportement est généralement suffisant pour décider de l'individu dominant et de l'issue de la dispute. Sa capacité à changer de couleur traduit son humeur et n'est pas une technique de camouflage.

## En captivité
Ce caméléon est élevé par certains terrariophiles. Comme d'autres caméléons, il fait partie des NAC, mais nécessite un vivarium très spécifique. Le vivarium, pour un adulte, doit mesurer minimum entre 80 x 80  de la base et pour une hauteur de 1,50 m. Pour un animal plus jeune, 40 x 40 x 70 cm fait l'affaire. Dans leur vivarium, il doit y avoir une température moyenne de 27- 29 degrés Celsius le jour et entre 20-24 degrés Celsius la nuit. Une ampoule de 40-100 watts pourrait être accrochée au-dessus du vivarium. Trois vaporisations d'eau par jour, pour bien garder l'humidité.

## Galerie

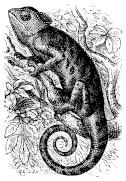
Gravure du début du XXe siècle
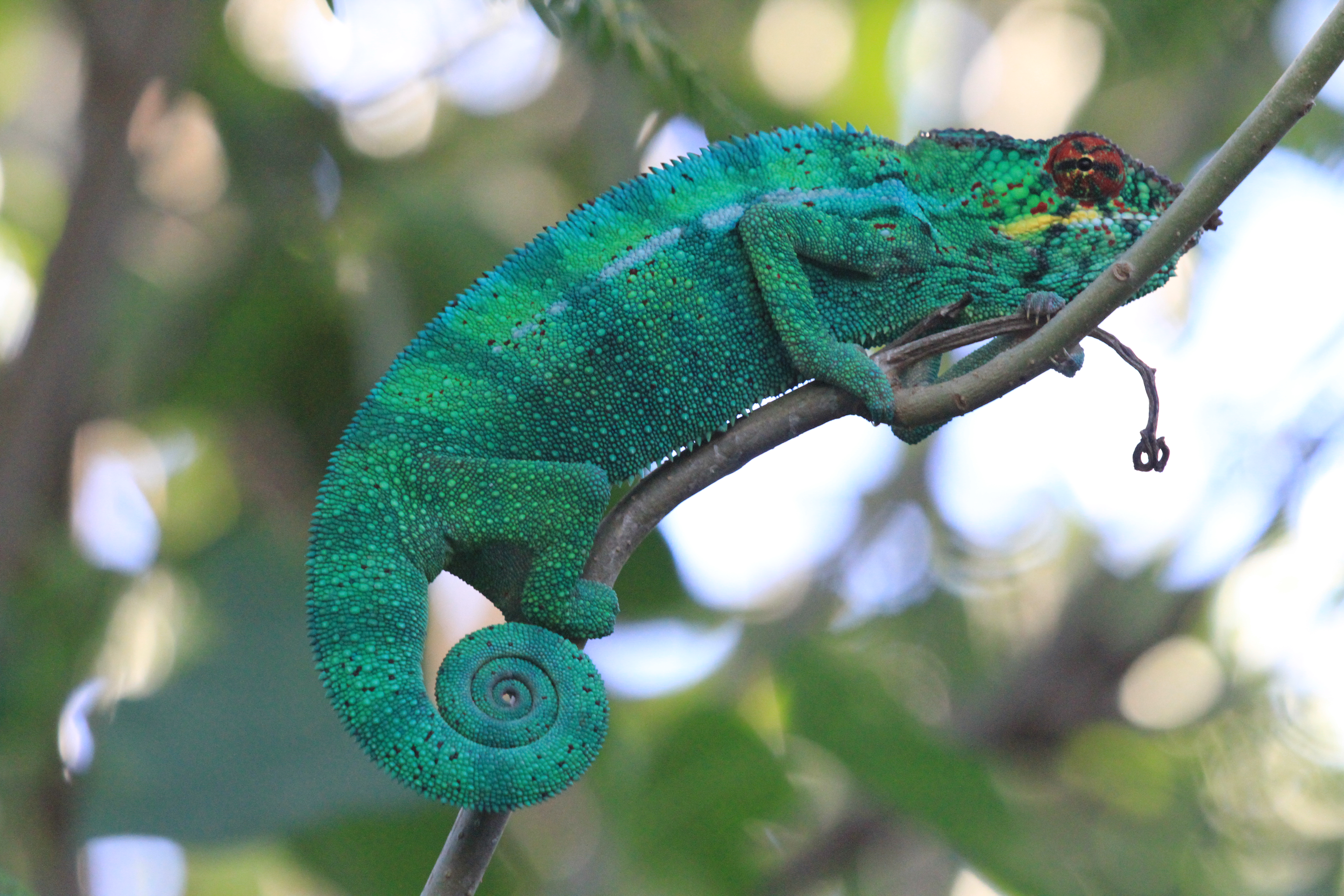
Mâle (Île de la Réunion)
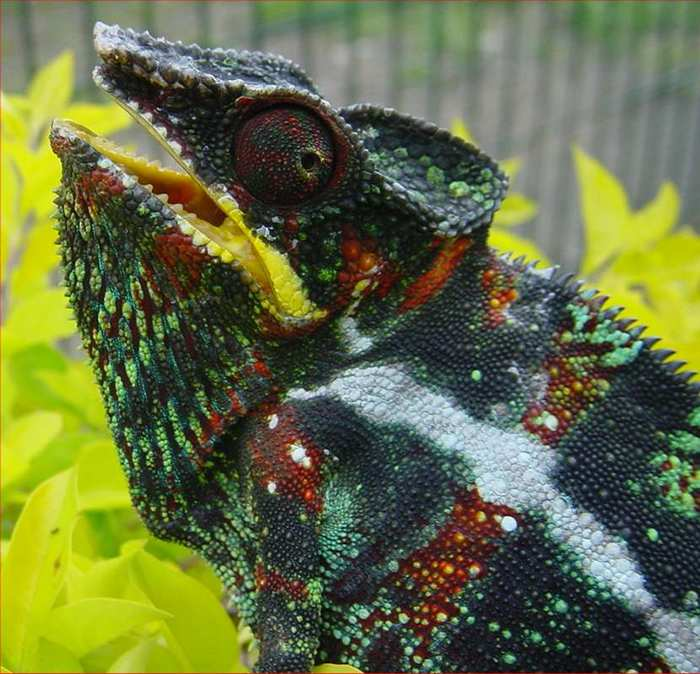
Mâle
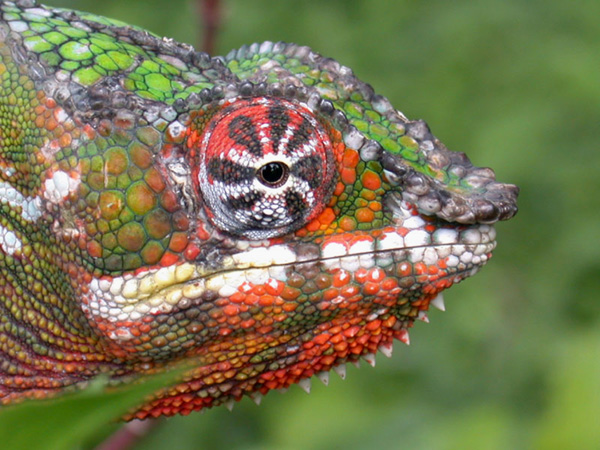
Caméléon panthère
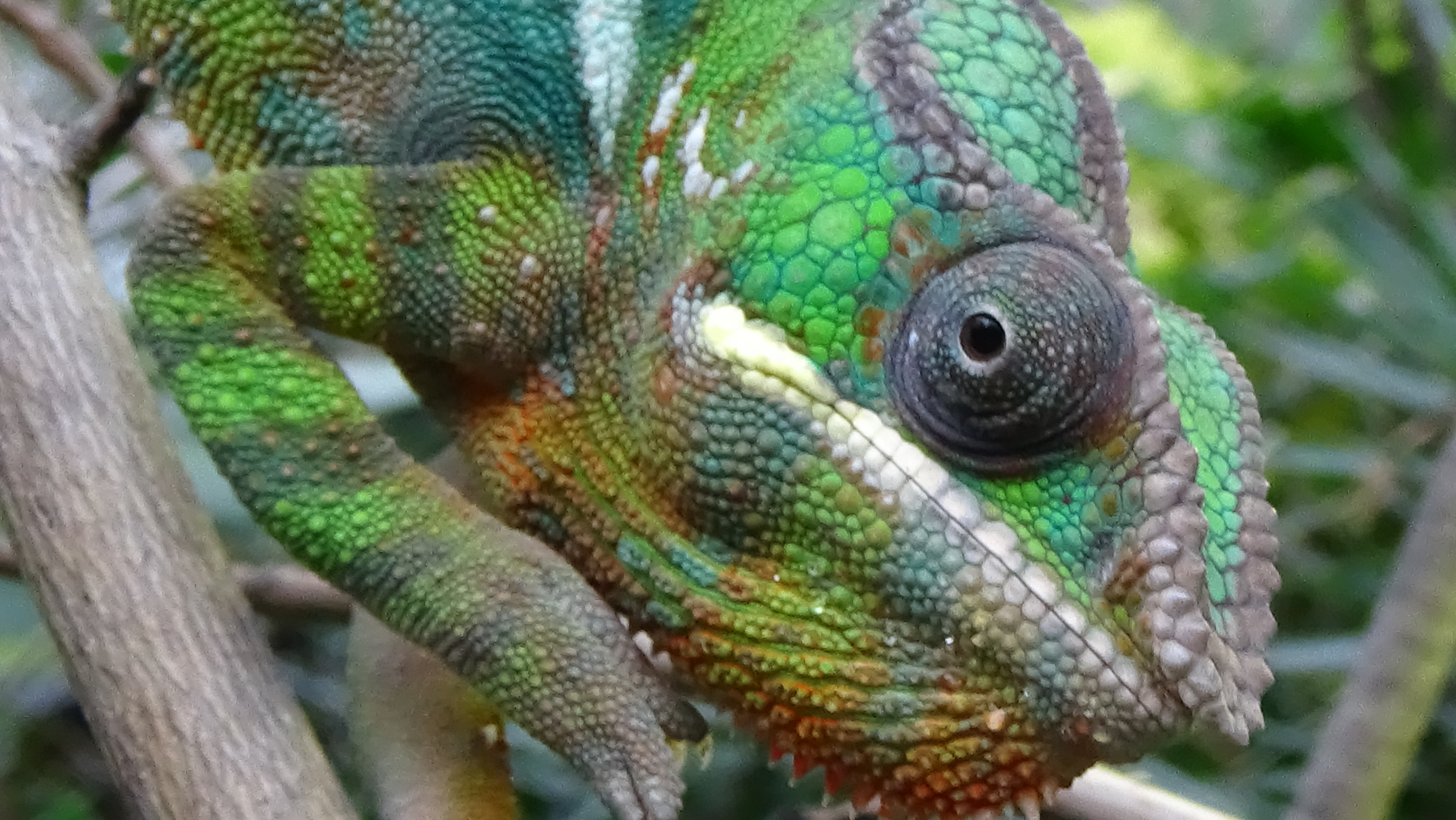
Parc zoologique de Paris
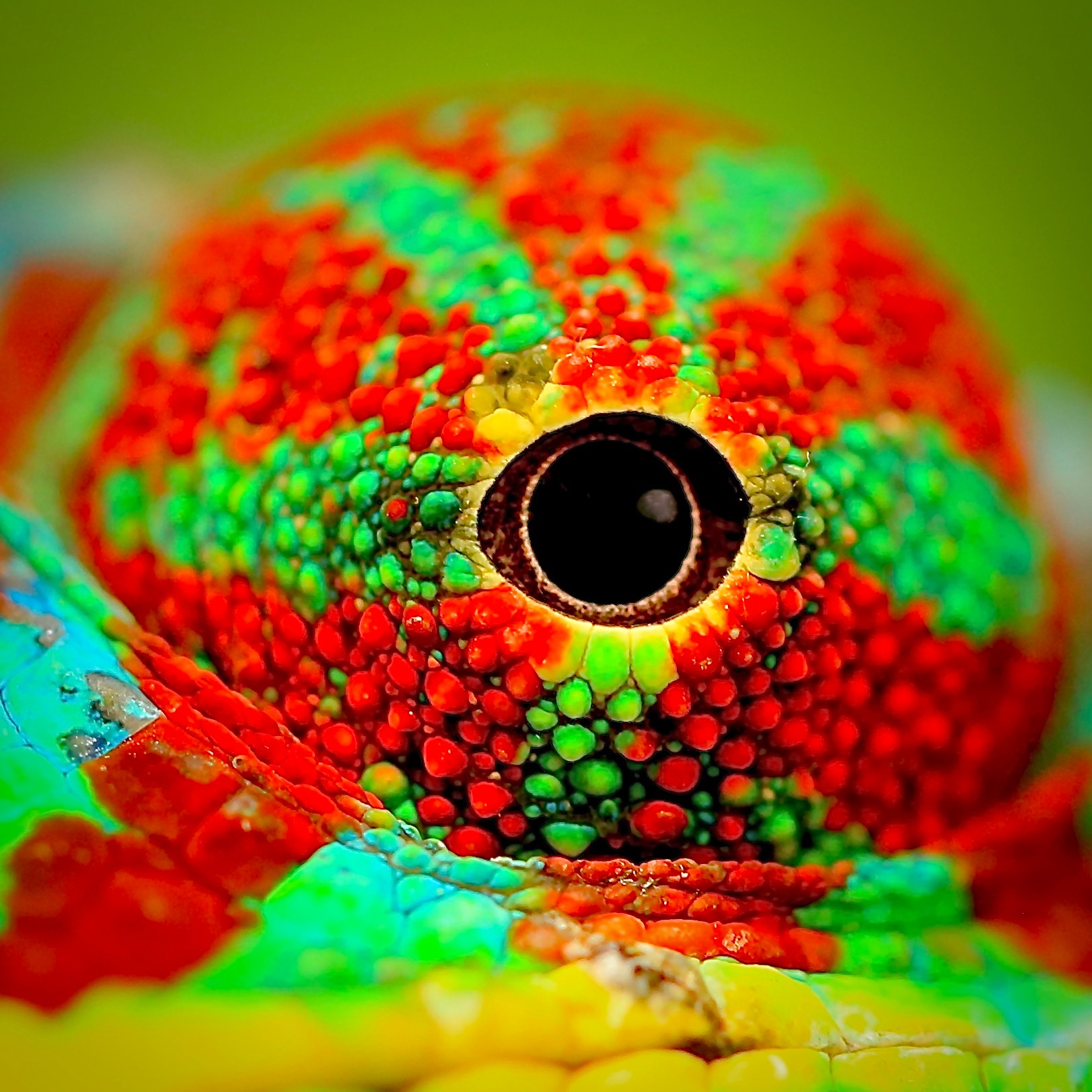
Un œil de caméléon
- Mouvement des yeux d'un caméléon panthère
Projection de la langue

Femelles
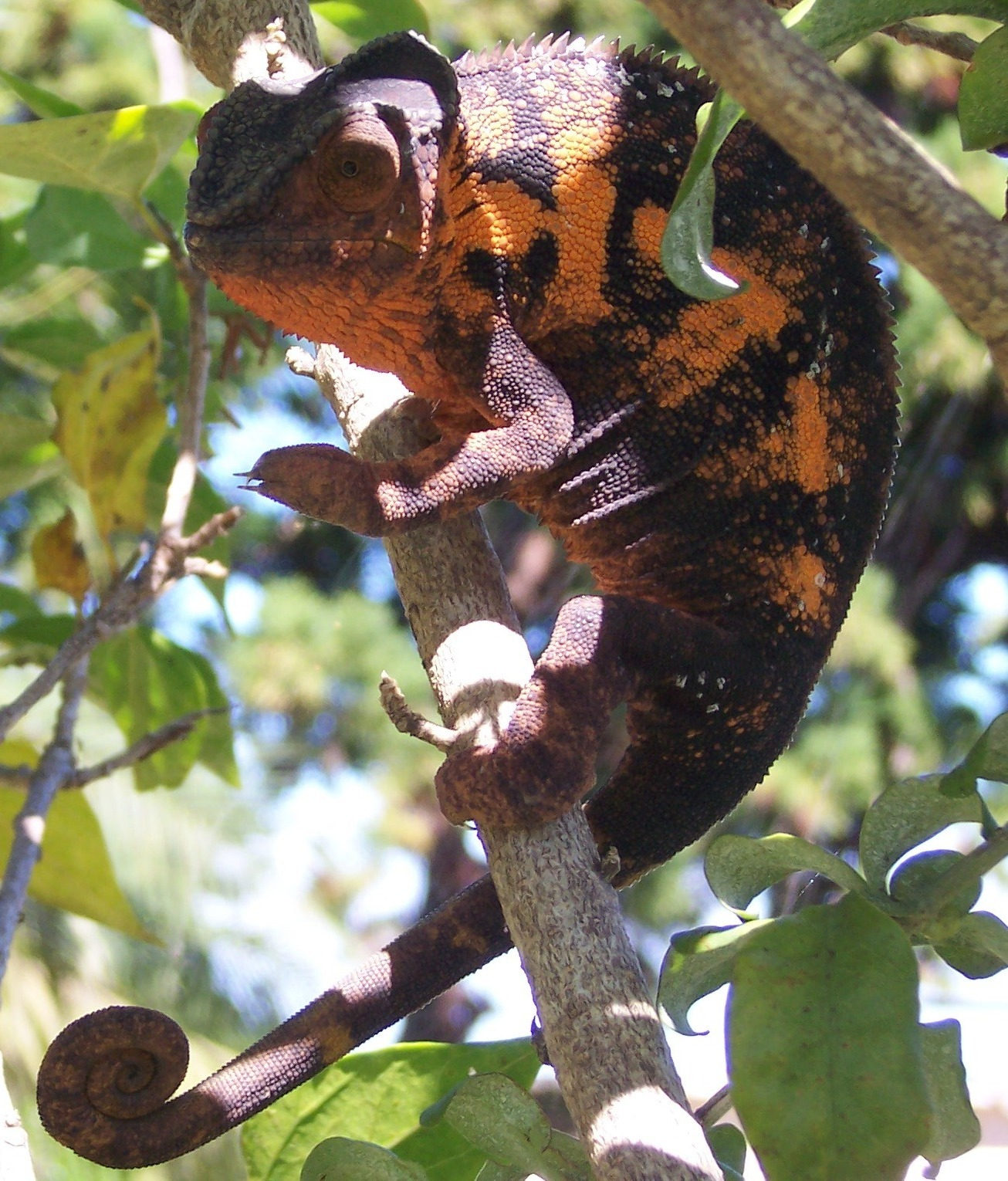
Femelle
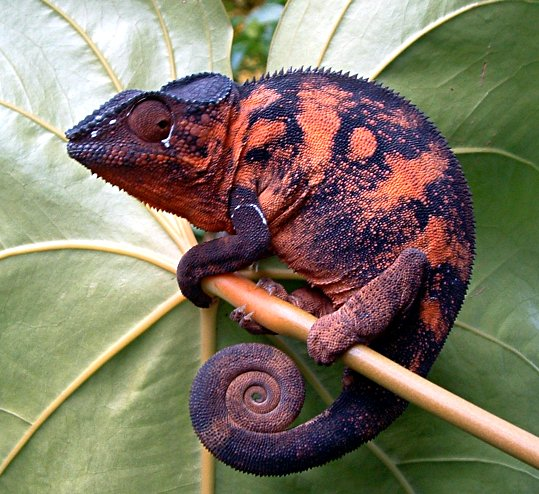
Femelle dans un jardin créole
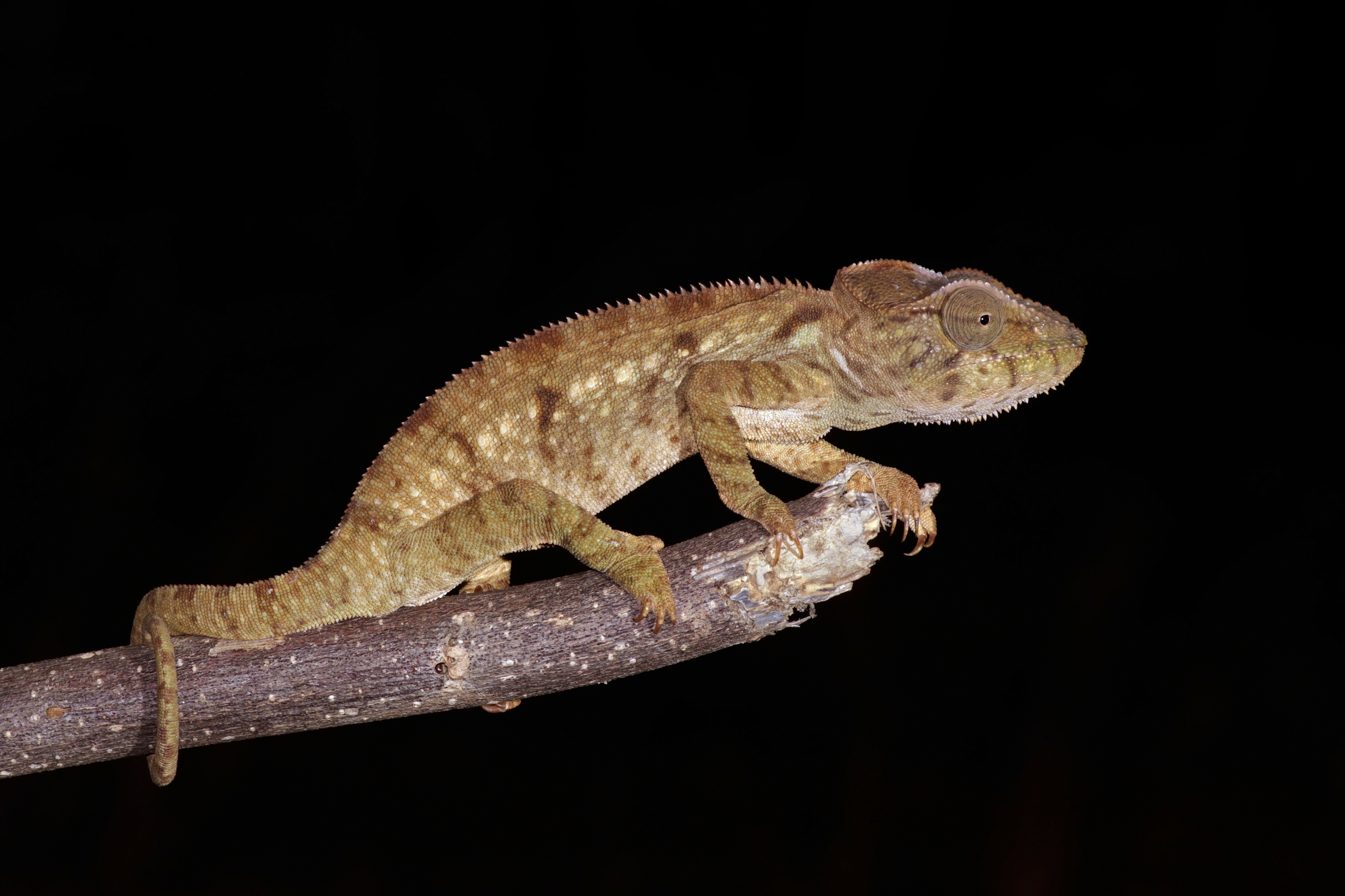
Femelle dans le parc national de la Montagne d'Ambre (Madagascar).

## Publication originale
- Cuvier, 1829 : Le Règne Animal distribué, d'après son organisation, pour servir de base à l'Histoire Naturelle des Animaux et d'introduction à l'Anatomie Comparé. Nouvelle Édition. Les Reptiles. Déterville, Paris, vol. 2, p. 1-406 (texte intégral)